# National Comics
National Comics è stata un'antologia di serie a fumetti pubblicata dalla Quality Comics, dal luglio 1940 al novembre 1949 per 75 numeri.

## Storia editoriale
Nel primo numero introdusse lo Zio Sam di Will Eisner, una versione super eroistica della personificazione nazionale degli Stati Uniti. Altri fumetti furono Wonder Boy, The Barker e Quicksilver (successivamente rinnovato dalla DC Comics come Max Mercury). In aggiunta ad Eisner, altri artisti di fumetti e scrittori che contribuirono a National Comics furono Jack Cole (creatore di Plastic Man), Lou Fine e Reed Crandall. Nel n. 18 (dicembre 1941), venne descritto un attacco tedesco a Pearl Harbor un mese prima del vero attacco compiuto dai Giapponesi alla base navale statunitense.
Nel 1999 fu dato lo stesso titolo a un albo auto conclusivo pubblicato dalla DC Comics come parte della storia Il Ritorno della JSA.